# Leucophenga paraflaviseta
Leucophenga paraflaviseta är en tvåvingeart som beskrevs av Bachli 1971. Leucophenga paraflaviseta ingår i släktet Leucophenga och familjen daggflugor. Inga underarter finns listade i Catalogue of Life.